# Pedro Ferriz Santa Cruz
Pedro Ferriz Santa Cruz (Piedras Negras, Coahuila, 17 de marzo de 1921 - Houston, Texas, 3 de septiembre de 2013) fue un periodista y locutor de radio y televisión mexicano, con más de seis décadas de carrera en los medios de comunicación de México.

## Biografía
Hijo de Pedro Ferriz Monroy, un ferrocarrilero y líder sindical y de María Luisa Santa Cruz, una profesora de primaria, estudió parcialmente la licenciatura en Historia mexicana en la Universidad Nacional Autónoma de México. Durante la década de los sesenta se volvió uno de los comunicadores más conocidos del país, siendo incluso la voz oficial del gobierno del presidente Adolfo López Mateos. En la televisión se hizo famoso por programas como El gran premio de los 64,000 pesos, programa de concursos sobre preguntas científicas y culturales, y Un mundo nos vigila, el primer programa dedicado a la investigación de la ufología en México. Ferriz Santa Cruz fue el primer gran difusor de este tema y es lo que mayor presencia pública le dio, caracterizado por sus grandes cejas y su frase “Un mundo nos vigila”.
El conocido locutor pionero de la radio y la T.V. Pedro Ferriz Santa Cruz participó en 1991 como candidato a senador por el Partido Cardenista en las elecciones federales y en 1997 como candidato a Jefe de Gobierno del Distrito Federal también por el Partido Cardenista, Partido que encabezara a nivel nacional Rafael Ignacio Aguilar Talamantes.
Pedro Ferriz fue Presidente de la Asociación Mexicana de los Medios de la Comunicación y se reunía todos los miércoles con sus amigos, compañeros locutores y periodistas para compartir vivencias e intercambiar puntos de vista. 
A lo largo de su vida, Pedro Ferriz compaginó su trabajo con su amor en la docencia en diferentes instituciones educativas como la Escuela Bancaria y Comercial.
Fue titular del programa radiofónico «El Mundo de Pedro Ferriz», que se transmitía los sábados de 11:00 a. m. a 12:00 en la estación «Imagen». Fue también titular del noticiero matutino «Desde Temprano» en el canal 13 de Imevisión, donde compartió el espacio con Adriana Pérez Cañedo en la sección de noticias y Jaime Albarrán Ascencio en la sección del clima. El 19 de septiembre de 1985, a las 7:19, don Pedro y Adriana Pérez Cañedo recibieron el aviso de Jaime Albarrán del inicio del devastador terremoto que durante cinco minutos sacó del aire los canales 7, 13 y 22. Transcurridos esos cinco minutos (de 7:19 a 7:24), Jaime Albarrán entró al aire notificando lo que acababa de suceder y se mantuvo así hasta que la cámara enfocó a don Pedro y Adriana comentando la duración y percepción del movimiento telúrico. Las primeras imágenes que se recibieron fueron de la avenida Juárez, muy cerca del Hotel Regis, cuya parte nueva quedó destruida con el sismo. De inmediato se inició una cobertura que incluyó a Joaquín López-Dóriga y Beatriz Pagés Rebollar.   
Estudioso del llamado fenómeno Ovni y pionero de la investigación de este fenómeno en nuestro país, transmitía al lado de su colaborador y amigo Héctor Sampson el programa «Un mundo nos vigila» en «Reporte 98.5 FM». El último programa de «Un mundo nos vigila» (que fue grabado justo el día del fallecimiento de Don Pedro Ferriz, martes 3 de septiembre de 2013) salió al aire el domingo 8 de septiembre de 2013.